# Démographie de l'Ukraine
Cet article contient des statistiques sur la démographie de l'Ukraine.
En 2012, le taux de natalité de l'Ukraine s'élève à 11,4 pour mille (au-dessus de la moyenne européenne) et le taux de mortalité à 14,5 pour mille (très supérieur à la moyenne européenne) ; pour 100 décès, il y a seulement 70 naissances vivantes. L’Ukraine a connu un déficit naturel de 3,1 pour mille, mais il est en diminution (3,5 pour mille en 2011 et 4,4 pour mille en 2010).

## Histoire
| Année | Naissances | Fécondité |
| ----- | ---------- | --------- |
| 1960  | 878 768    | 2,24      |
| 1965  | 692 153    | 1,99      |
| 1970  | 719 213    | 2,09      |
| 1975  | 738 857    | 2,02      |
| 1980  | 742 489    | 1,95      |
| 1985  | 762 775    | 2,02      |
| 1990  | 657 202    | 1,84      |
| 1995  | 492 861    | 1,40      |
| 2000  | 385 126    | 1,11      |
| 2005  | 426 085    | 1,21      |
| 2010  | 497 689    | 1,44      |
| 2015  | 411 783    | 1,51      |
| 2017  | 363 987    | 1,38      |

Après l'indépendance, malgré une immigration de rapatriement et bien que les décès soient devenus supérieurs aux naissances dès 1991 (une perte de 39 147 habitants), la population culmine à son chiffre maximal de 52,2 millions d'habitants.
Après la Révolution orange la situation démographique a fortement remonté passant de 1,2 enfant par femme en 2004 à 1,5 dès 2008.
En 2005 est mise en place une prime à la naissance de 12 500 hryvnia (1 168 euros) pour la première naissance, de 25 000 hryvnia (2 337 euros) pour la deuxième naissance et de 50 000 hryvnia (4 674 euros) pour une troisième naissance ou plus.
À la suite de la crise économique de 2008, où le PIB chutant de 15,1 % a connu un des déclins du niveau de vie parmi les plus élevés au monde, la population stagne.
En 2012, la population chute jusqu'à 45,633 millions d'habitants soit une population inférieure à celle enregistrée en 1967.
En 2018, elle atteint seulement 43,95 millions, en 2025 elle ne devrait pas dépasser 42 millions.
La natalité remonte légèrement à partir de 2005, le solde naturel restant cependant négatif. Après être remonté de -372 000 en 2000 à -142 000 en 2012, le solde repasse sous les -250 000 en 2020.
L'Ukraine est confrontée ces dernières années à une baisse importante de sa population. Elle a ainsi perdu en 30 ans près de 15 millions d'habitants entre 1991 et 2020, en excluant les habitants du Donbass occupé et de la Crimée. Près de 6,3 millions d'Ukrainiens ont émigré du pays entre 2001 et 2020

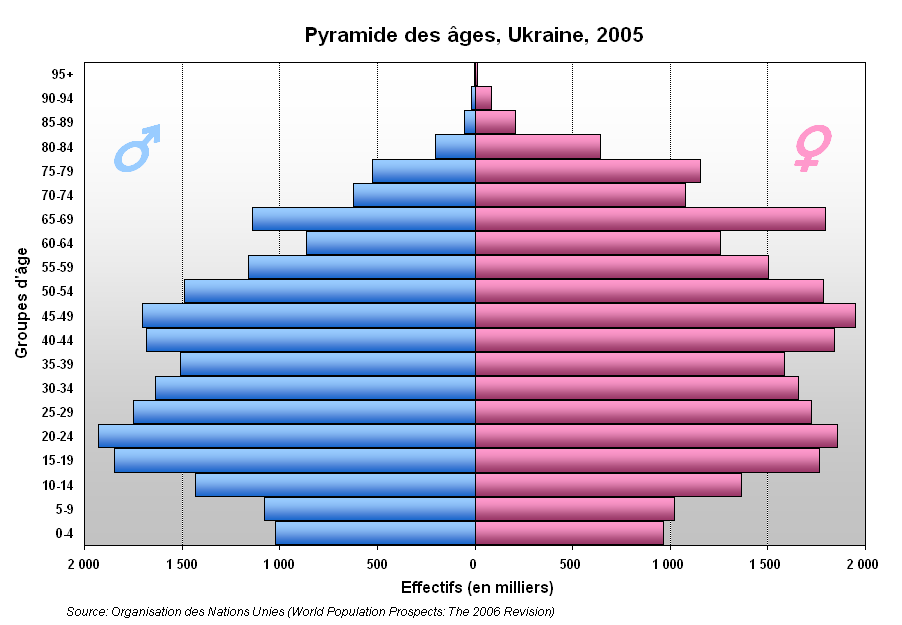
Pyramide des âges en 2005.
Pyramide des âges en 2010.
Pyramide des âges en 2017.
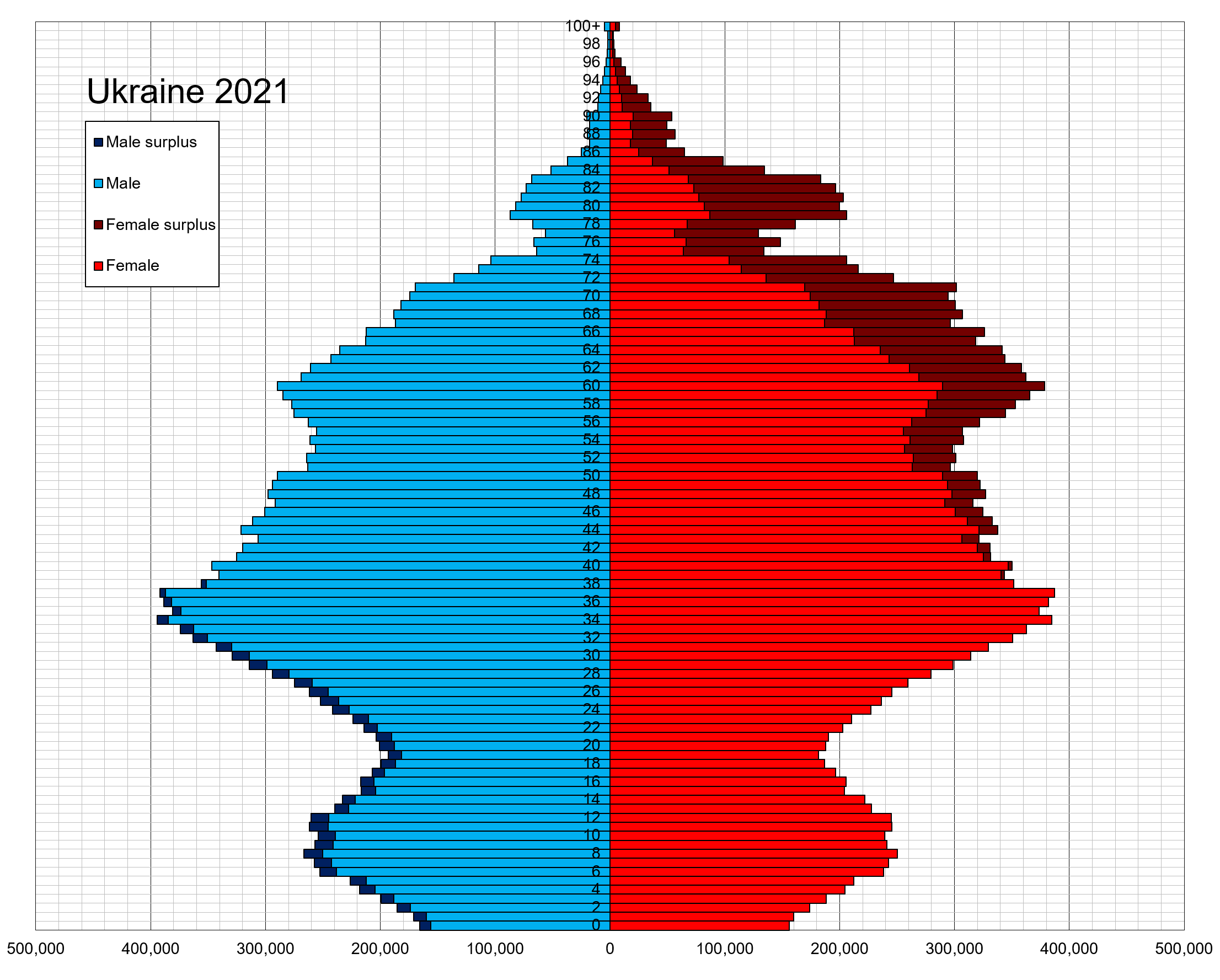
Pyramide des âges en 2021.

En 2022-2024, la population a diminué de 8 millions de réfugiés et le taux de natalité est passé à moins de un enfant par femme

## Répartition de population

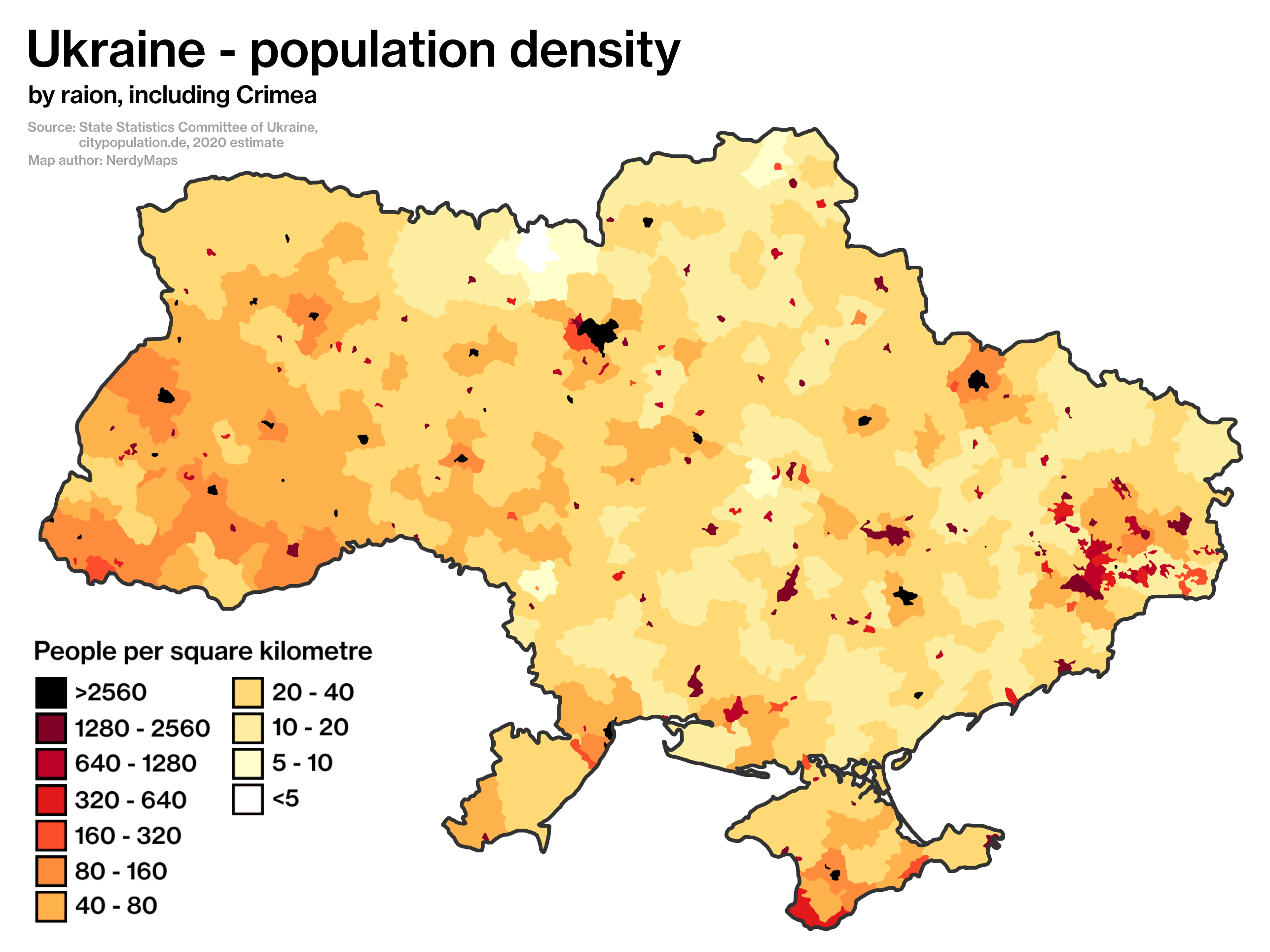
Carte de la densité de la population de l'Ukraine.

| Subdivision              | Pop. 2014 | variation 2014/2001 |
| ------------------------ | --------- | ------------------- |
| Oblast de Dnipropetrovsk | 3 292 431 | 4,49%               |
| Oblast de Donetsk        | 4 343 882 | 10,27%              |
| Oblast d'Ivano-Frankivsk | 1 382 096 | 1,96%               |
| Oblast de Jytomyr        | 1 262 512 | 5,08%               |
| Oblast de Kharkiv        | 2 737 242 | 6,07%               |
| Oblast de Kherson        | 1 073 223 | 8,67%               |
| Oblast de Khmelnytskyï   | 1 307 799 | 8,60%               |
| Kiev                     | 2 868 702 | 9,86%               |
| Oblast de Kiev           | 1 713 820 | 6,24%               |
| Oblast de Kirovohrad     | 995 171   | 12,17%              |
| Oblast de Louhansk       | 2 256 551 | 21,17%              |
| Oblast de Lviv           | 1 713 820 | 6,24%               |
| Oblast de Mykolaïv       | 1 170 924 | 7,42%               |
| Oblast d'Odessa          | 2 392 487 | 3,10%               |
| Oblast de Poltava        | 1 458 205 | 10,54%              |
| Oblast de Rivne          | 1 158 851 | 1,23%               |
| Oblast de Soumy          | 1 132 957 | 12,83%              |
| Oblast de Tcherkassy     | 1 268 888 | 9,56%               |
| Oblast de Tchernihiv     | 1 077 802 | 13,45%              |
| Oblast de Tchernivtsi    | 908 508   | 1,55%               |
| Oblast de Ternopil       | 1 077 327 | 6,24%               |
| Oblast de Transcarpatie  | 1 256 850 | 0,11%               |
| Oblast de Vinnytsia      | 1 627 038 | 8,20%               |
| Oblast de Volhynie       | 1 041 303 | 1,83%               |
| Oblast de Zaporijjia     | 1 785 243 | 7,46%               |

## Composition ethnique

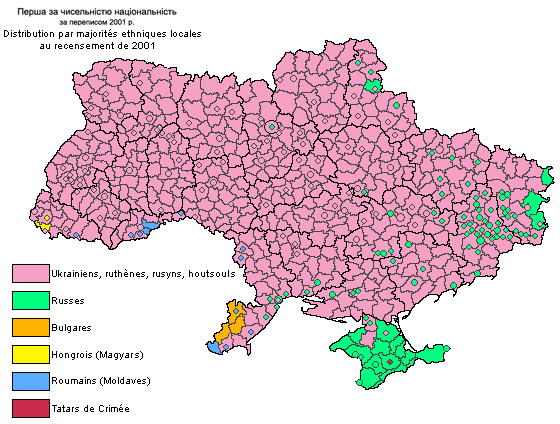
Nationalités majoritaires par communes et raïons selon le recensement de 2001.
En rose, les Ukrainiens.
En vert, les Russes.
En orange, les Bulgares.
En jaune, les Hongrois.
En bleu, les Roumanophones.

Il s'agit des citoyens ukrainiens (selon le droit du sol tel que défini dans la constitution) se déclarant de telle ou telle « nationalité » dans le sens ethnique du terme (selon le droit du sang tel que défini dans la constitution) : ces distinctions entre citoyenneté et nationalité sont héritées de la législation soviétique.

Courbe du taux de fécondité de l'Ukraine entre 1897 et 2016.

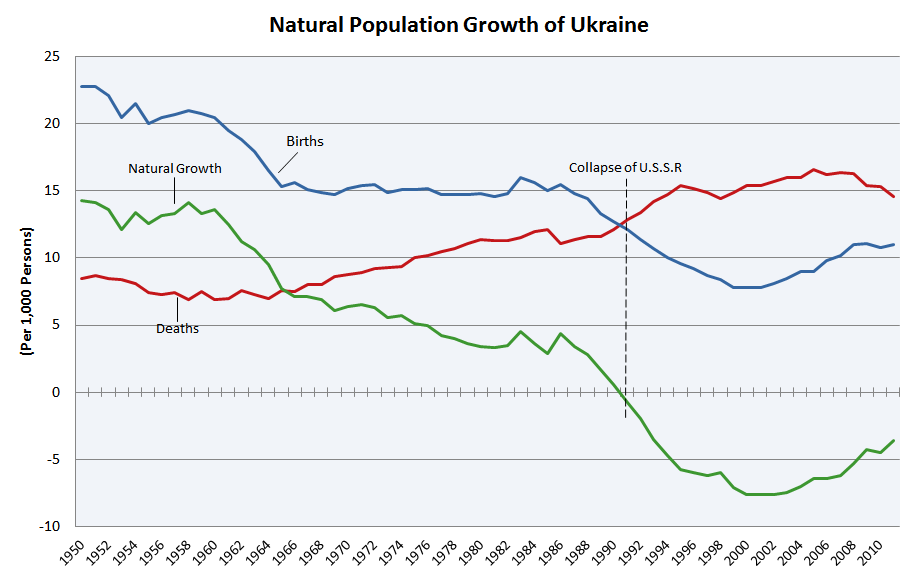
Courbes du taux de natalité, du taux de mortalité et solde naturel de l'Ukraine entre 1950 et 2010.

| Nationalités  | 2001       | 2001   |
| ------------- | ---------- | ------ |
| Ukrainiens    | 37 541 693 | 77,5 % |
| Russes        | 8 334 141  | 17,2 % |
| Roumanophones | 409 608    | 1,1 %  |
| Tatars        | 321 497    | 0,7 %  |
| Biélorusses   | 275 763    | 0,6 %  |
| Bulgares      | 204 574    | 0,4 %  |
| Hongrois      | 156 566    | 0,3 %  |
| Polonais      | 144 130    | 0,3 %  |
| Juifs         | 401 196    | 1,0 %  |
| Arméniens     | 99 894     | 0,2 %  |
| Grecs         | 91 548     | 0,2 %  |
| Roms          | 47 587     | 0,1 %  |
| Azéris        | 45 176     | 0,1 %  |
| Géorgiens     | 34 199     | 0,1 %  |
| Allemands     | 33 302     | 0,1 %  |
| Gagaouzes     | 31 923     | 0,1 %  |
| Autres        | 363 821    | 1,1 %  |

1. ↑  Y compris les Ruthènes et Houtsoules
2. ↑  Soit les Roumains / Moldaves
3. ↑  Y compris les Tatars de Crimée, sous autorité russe depuis 2014
4. ↑  Y compris les Karaïtes
5. ↑  Y compris les Tcherkessogaïs de Crimée, sous autorité russe depuis 2014

## Estimation de la population immigrée
Il s'agit de citoyens venus d'autres pays, résidant en Ukraine.
|                              | 2015       | 2020       |
| ---------------------------- | ---------- | ---------- |
| Population Totale en Ukraine | 42 929 298 | 41 902 416 |
| Population immigrée totale   | 4 834 898  | 4 997 387  |
| Russie                       | 3 276 758  | 3 330 586  |
| Biélorussie                  | 245 534    | 249 641    |
| Kazakhstan                   | 222 245    | 225 962    |
| Ouzbékistan                  | 219 814    | 223 491    |
| Moldavie                     | 149 745    | 152 249    |
| Azerbaïdjan                  | 82 299     | 83 674     |
| Géorgie                      | 64 399     | 65 475     |
| Arménie                      | 47 307     | 48 097     |
| Tadjikistan                  | 29 367     | 29 857     |
| Kirghizistan                 | 26 729     | 27 175     |
| Lituanie                     | 24 418     | 24 825     |
| Turkménistan                 | 22 602     | 22 979     |
| Lettonie                     | 19 497     | 19 821     |
| Viêt Nam                     | 12 390     | 12 596     |
| Estonie                      | 10 222     | 10 392     |
| Chine                        | 6 560      | 6 668      |
| Afghanistan                  | 2 112      | 4 891      |
| Inde                         | 3 816      | 3 879      |
| Israël                       | 3 752      | 3 813      |
| Syrie                        | 3 720      | 3 781      |
| Jordanie                     | 3 714      | 3 775      |
| Pologne                      | 3 078      | 3 128      |
| États-Unis                   | 2 738      | 2 782      |
| Iran                         | 2 136      | 2 170      |
| Liban                        | 1 764      | 1 792      |
| Maroc                        | 1 737      | 1 765      |
| Bulgarie                     | 1 732      | 1 760      |
| Palestine                    | 1 513      | 1 537      |
| Turquie                      | 1 355      | 1 376      |
| Allemagne                    | 1 083      | 1 099      |

## Ukrainiens ayant émigré dans d'autres pays
De nombreux Ukrainiens (définis par leur pays de naissance et non leur nationalité) ont émigré dans d'autres pays pour des raisons variées (chiffres de 2019) : 
- À l'époque de l'URSS les migrations entre les républiques composant ce pays étaient facilitées et expliquent au moins en partie l'importance de la communauté ukrainienne en Russie (3,3 millions en 2019), au Kazakhstan (350 000) et en Biélorussie (220 000).
- Les juifs ukrainiens ont quitté en masse le pays après la pérestroïka et se sont dirigés vers les États-Unis (415 000 en comptant d'autres motifs d'immigration) et Israël (130 000).
- À la même époque les Allemands qui étaient encore en Ukraine ont majoritairement rejoint l'Allemagne (241000 en comptant d'autres motifs d'immigration).
- Depuis l'indépendance, la crise économique qu'a connue l'Ukraine a poussé de nombreux Ukrainiens à émigrer pour rechercher de meilleures conditions de vie. Ils sont partis vers la Russie, les États-Unis et l'Allemagne déjà cités mais également dans les années 2000 en  République tchèque (110 000), en Italie (250 000), en Espagne (94 000) et au  Portugal (47 000). Dans les années 2010 ils se sont dirigés vers la Pologne (218000). Dans ce pays la communauté ukrainienne est forte de près de 1 million de personnes en comptant les permis de travail courts (< 6 mois).
- Environ 18 000 personnes nées en Ukraine résident en France en 2021.

En comptant les descendants des émigrés ukrainiens, certains historiens  estiment qu'il y a dans le monde environ 20 millions de descendants d'Ukrainiens dont un million aux États-Unis, autant au Canada et entre 200 000 et 300 000 au Brésil et en Argentine.

## Sources
- (en) Eurostat
- (en + uk) Office des statistiques d'Ukraine
- (en) Statistique de la CIA
- Statistique de l’ONU